# Gottlieb Ast

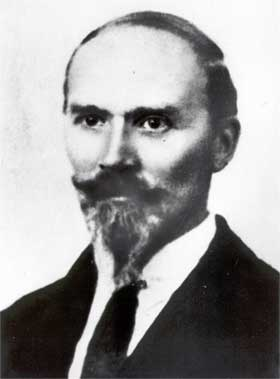
Gottlieb Ast (1919)

Gottlieb Jaan Ast (* 18. Februarjul. / 2. März 1874greg. in der Landgemeinde Orava, heute Kreis Võru, Estland; † 15. Dezember 1919 in Tallinn) war ein estnischer Politiker. 1919 amtierte er kurzzeitig als Bürgermeister der estnischen Hauptstadt Tallinn.

## Leben

### Herkunft und Familie
Gottlieb Ast wurde als Sohn des Hofbesitzers Vidrik (Friedrich) Ast (1837–1912) und seiner Frau Mari Täht (1845–1915) im Gouvernement Livland geboren. 
Gottlieb Ast war der jüngere Bruder des estnischen Politikers und Schriftstellers Karl Ast (1886–1971).

### Werdegang
Er studierte von 1902 bis 1906 Rechtswissenschaft an der Kaiserlichen Universität Dorpat.
Zu Beginn des 20. Jahrhunderts begann sich Ast politisch zu engagieren. Er war im heutigen Südestland als sozialistischer Agitator aktiv. Nach der Russischen Revolution emigrierte er 1906 über Finnland zunächst in die Schweiz und nach Dresden, dann weiter in die Vereinigten Staaten.
Nach der Februarrevolution 1917 kehrte er 1918 in seine baltische Heimat zurück. Für die Estnische Sozialdemokratische Arbeiterpartei (Eesti Sotsiaaldemokraatlik Tööliste Partei) wurde er bei der Stadtratswahl am 25. Mai 1919 in den Tallinner Stadtrat gewählt. Am 26. Juni 1919 wählte der Stadtrat Ast zum Bürgermeister von Tallinn. Bereits am 17. Juli bestimmte der Stadtrat allerdings aufgrund politischer Querelen eine neue Stadtregierung, und Ast musste dem Sozialdemokraten Anton Uesson als Bürgermeister Platz machen. Uesson bleib anschließend Tallinner Bürgermeister von 1919 bis 1934.
Bis zu seinem frühen Tod blieb Gottlieb Ast stellvertretender Bürgermeister von Tallinn. Noch kurz vor seinem Tod überwarf sich Ast mit der estnischen Sozialdemokratie und arbeitete an der Gründung der Estnischen Unabhängigen Sozialistischen Arbeiterpartei (EISTP) mit. Er starb im Dezember 1919 an Tuberkulose.
Gottlieb Ast liegt auf dem Friedhof Rahumäe in Tallinn begraben.